# Stockholm Stad
Stockholm Stad utkom 1999 och är en singel av rapartisten Ken Ring.

## Spårlista
| Spår | Låt Titel                    | Producent/er           | Medverkande Gäst/er | Tid   |
| ---- | ---------------------------- | ---------------------- | ------------------- | ----- |
| 1    | Stockholm Stad               | Thomas Rusiak          |                     | 03:52 |
| 2    | Domedagen                    | Tito                   | Houman & Levent     | 04:07 |
| 3    | Stockholms Blodbad           | Collén & Webb          |                     | 03:12 |
| 4    | Stockholm Stad (Kulturremix) | C.R.I.B.E. & Moonshine |                     | 04:03 |
| 5    | Eld Och Djupa Vatten         | Collén & Thomas Rusiak |                     | 03:57 |